# 안유진
안유진(2003년 9월 1일~)은 대한민국의 가수이다. 2018년부터 2021년까지 프로젝트 걸 그룹인 IZ*ONE의 멤버로 활동하였다. 해당 그룹 프로젝트 활동이 종료 된 후, 2021년 12월 1일에 걸 그룹 IVE로 재데뷔하였으며, 그룹의 리더를 맡고 있다.

## 생애
2003년 9월 1일 대전광역시에서 출생하였다. 청주시로 이사 가 산남초등학교에 입학하였다가, 다시 대전으로 이사하여 대전삼천초등학교로 전학을 갔다. 초등학교 재학 당시 꿈은 초등학교 교사가 되는 것이었다.
대전문정중학교에 진학했다. 2017년 중학교 2학년이 되었을 때, 가수의 꿈이 생겨 스타쉽 엔터테인먼트 오디션에 지원하여 합격했다. 원활한 연습생 생활을 위해 서울로 거처를 옮기고, 관악중학교로 전학 갔다.
스타쉽 엔터테인먼트에서 1년 4개월 간 연습생 생활을 하다가 렌즈 CF 모델로 데뷔하였다.
2018년 엠넷에서 주관한 서바이벌 오디션 PRODUCE 48에 출연하여 최종 순위 5위를 달성해 걸 그룹 아이즈원의 구성원이 되었다.
2019년 2월 1일에 관악중학교를 졸업하고, 서울공연예술고등학교 연극영화과에 입학했으며, fromis 9의 백지헌과 고등학교 동기가 됐다. 그러나 아이즈원 활동에 전념하기 위해 2019년 10월 25일에 서울공연예술고등학교를 중퇴한 후 2020년 9월에 검정고시를 통과했다.
2021년 스타쉽엔터테인먼트 소속의 6인조 다국적 걸그룹 IVE의 멤버로 데뷔하였다.

## 활동
2018년 6월 15일부터 8월 31일까지 장원영, 조가현과 함께 Mnet의 서바이벌 오디션 PRODUCE 48에 출연했고, 5위를 차지하여 아이즈원으로 데뷔했다.
2018년 12월에는 미스터리 음악쇼 복면가왕에 출연했는데, 당시 15세로 프로그램 역사상 최연소 참가자였다.
2019년 3월부터 MBC '마이 리틀 텔레비전 V2'에 출연하였으나, Mnet의 투표 조작 수사로 인해 34회부터 출연분이 모두 편집되고 출연에서 제외되었다.
2021년 3월부터 2022년 3월까지 NCT의 성찬, Treasure의 지훈과 함께 음악방송 SBS 인기가요의 MC를 맡았다.
2021년 4월 아이즈원이 해체되면서 기존 소속사인 스타쉽 엔터테인먼트로 복귀했다.
2021년 12월 1일, 스타쉽 엔터테인먼트 소속 걸 그룹 아이브(IVE)의 멤버이자 리더로서 재데뷔하였다.
2022년, "군대 서바이벌" 리얼리티 쇼 시즌 2의 패널리스트로 활동했다. tvN의 예능 프로 뿅뿅 지구오락실에 출연했다.

## 학력
- 대전삼천초등학교 (2016년 졸업)
- 관악중학교 (2019년 졸업)
- 고등학교 졸업학력 검정고시 (합격)

## 출연작

### 방송
| 방송사 | 제목                        | 기간                    | 비고         |
| ------ | --------------------------- | ----------------------- | ------------ |
| Mnet   | 프로듀스 48                 | 2018.6.15~2018.8.31     | 5위 (데뷔조) |
| tvN    | 코미디빅리그                | 2018.11.04              | [ 18 ]       |
| MBC    | 미스터리 음악쇼 복면가왕    | 2018.12.09              | 복면가수     |
| JTBC   | 아이돌룸                    | 2018.12.11              | 스페셜 MC    |
| tvN    | 놀라운 토요일 - 도레미 마켓 | 2018.12.15              | [ 주 2 ]     |
| tvN    | 호구들의 감빵생활           | 2019.3.16~2019.4.06     | 게스트       |
| MBC    | 마이 리틀 텔레비전 V2       | 2019.3.29~2019.11.04    | 막내딸       |
| JTBC   | 장르만 코미디               | 2020.7.18               | [ 주 5 ]     |
| KBS2   | 퀴즈 위의 아이돌            | 2020.10.31              | 후배 아이돌  |
| SBS    | SBS 인기가요                | 2021.3.07~2022.3.27     | 고정 MC      |
| MBC    | 전지적 참견 시점            | 2021.12.11              | 게스트       |
| tvN    | 뿅뿅 지구오락실             | 2022.06.24 ~ 2022.09.16 | 고정출연     |
| MBC    | 황금어장 라디오스타         | 2023.01.11              | 게스트       |
| MBC    | 안싸우면 다행이야           | 2023.02.20 ~ 2023.02.27 | 빽토커       |
| JTBC   | 한문철의 블랙박스 리뷰      | 2023.04.06              | 게스트       |
| tvN    | 뿅뿅 지구오락실 시즌2       | 2023.05.12 ~ 2023.07.28 | 고정 출연    |
| tvN    | 뿅뿅 지구오락실 시즌3       | 2025.04.25 ~ 현재       | 고정 출연    |

### 웹예능
| 방송사 | 제목              | 기간       | 비고   |
| ------ | ----------------- | ---------- | ------ |
| 유튜브 | 소통의 神         | 2023.10.31 | 게스트 |
| 유튜브 | 나영석의 와글와글 | 2024.02.13 | 게스트 |
| 유튜브 | 나영석의 와글와글 | 2024.02.23 | 게스트 |
| 유튜브 | 소통의 神         | 2024.05.03 | 게스트 |
| 유튜브 | 콩알탄            | 2024.06.21 | 게스트 |
| 유튜브 | 소통의 神         | 2024.07.07 | 게스트 |

### 뮤직 비디오
| 연도 | 가수               | 노래    |
| ---- | ------------------ | ------- |
| 2017 | 소유, 백현         | 비가 와 |
| 2017 | 유승우, 산들       | 오빠    |
| 2017 | 정세운, Sik-K      | Just U  |
| 2018 | 매드클라운, 에일리 | 갈증    |

### 광고
| 연도      | 기업명       | 제품명   | 종류 | 공동 출연      |
| --------- | ------------ | -------- | ---- | -------------- |
| 2017      | 한독         | 클리어틴 | 약품 | 차은우         |
| 2017~2019 | 존슨앤드존슨 | 아큐브   | 렌즈 | 김윤혜, 김지성 |
| 2018      | 롯데칠성음료 | 게토레이 | 음료 | 지한솔, 신우철 |
| 2021      | 롯데칠성음료 | 펩시     | 음료 |                |
| 2021      | 메가스터디   | 메가패스 | 교육 | 최현욱         |

## 수상 목록
- 2024년 제60회 백상예술대상 PRIZM 인기상
- 2024년 제3회 청룡 시리즈 어워즈 유플러스 와이낫상 (크라임씬 리턴즈)

### 내용주
1. ↑  "드름스 컴 트루~ 고드름"으로 출연하였고, 1라운드에서 탈락하였다.
2. ↑  은비와 함께 출연하였다.
3. ↑  1~4회 출연하였다.
4. ↑  마리텔 하우스의 막내딸 역할로, IZ*ONE의 안유진과는 다른 인물이라는 캐릭터 설정으로 출연하였고, KCON 2019 JAPAN 일정으로 불참한 9~11회는 분산 녹화로 인해 진행자 없이 방송되었다. 콘서트 투어 및 일본 활동으로 장기간 불참한 14~25회는 fromis 9의 송하영이 셋째딸이라는 설정으로 대신 출연하였다. 하지만 프듀 사태의 여파로 11월 8일자로 프로그램에서 방출되었다.
5. ↑  은비, 예나, 채연, 민주, 나코, 유리, 원영과 함께 출연하였다.
6. ↑  사쿠라, 예나, 원영과 함께 출연하였다.
7. ↑  뉴키드 신우철, 지한솔, 엑스원 강민희와 함께 출연했다.

### 참조주
1. ↑  박소영 (2018년 8월 31일). “'프로듀스 48' 장원영·사쿠라에 이채연까지..12人 반전의 최종순위[종합]”. OSEN. 2018년 9월 1일에 확인함.
2. ↑  김주현 (2018년 11월 5일). 프로미스나인·아이즈원 측 “백지헌·안유진, 내년 서공예 신입생 된다 (공식입장) 보관됨 2020-11-30 - 웨이백 머신. BEFF report. 2020년 9월 25일에 확인함
3. ↑  “[단독] "국민 픽" 아이즈원, 10월 29일 데뷔 확정...본격 韓日 걸그룹”. 《News1》. 2018년 9월 4일. 2019년 11월 21일에 확인함.
4. ↑  “[단독]프듀48 '아이즈원', 첫 일정 'AKB48 프로듀서와 상견례'...4일 일본行”. 《Sports Seoul》. 2018년 9월 2일. 2019년 11월 21일에 확인함.
5. ↑  “아이즈원, 첫 미니 앨범 '컬러아이즈' 오피셜 포토 공개...'채연-민주-채원-히토미'”. 《Top Star News》. 2018년 10월 14일. 2019년 11월 21일에 확인함.
6. ↑  Lee Yi-jin (2018년 12월 9일). “[종합] '복면가왕' 김경란·이재진·안유진·임주은, 상상도 못한 반전 정체”. 《Xports News》. 2019년 12월 17일에 확인함.
7. ↑  Seo Dong-woo (2018년 12월 9일). “'복면가왕' 김경란·이재진·안유진·임주은…2R 진출 '실패'(종합)”. 《News1 Korea》. 2019년 12월 17일에 확인함.
8. ↑  “아이즈원 안유진, '마리텔2' MC 발탁…데뷔 후 첫 고정 예능 기대 [공식입장]”. 《Naver》. 2019년 3월 4일. 2019년 11월 21일에 확인함.
9. ↑  “"아이돌 2회차"..'마리텔V2', 박진경 PD가 안유진을 선택한 이유(종합)[Oh!쎈 현장]”. 《Naver》. 2019년 3월 29일. 2019년 11월 21일에 확인함.
10. ↑  “'조작 논란' 아이즈원, '마리텔'서 안유진 통편집 후 목소리만 나왔다”. 《Naver》. 2019년 11월 12일. 2019년 11월 21일에 확인함.
11. ↑  “'마리텔V2' 아이즈원 안유진, 출연분 통편집…목소리만 등장”. 《Naver》. 2019년 11월 12일. 2019년 11월 21일에 확인함.
12. ↑  “'마리텔V2', 아이즈원 통편집+안유진 목소리만 등장…'프로듀스' 조작 여파”. 《The Celuv》. 2019년 11월 12일. 2020년 6월 17일에 원본 문서에서 보존된 문서. 2019년 11월 21일에 확인함.
13. ↑  “트레저 지훈·NCT 성찬·아이즈원 안유진, '인기가요' 새 MC [공식]”. 《Sports Donga》. 2021년 2월 19일. 2021년 2월 18일에 확인함.
14. ↑  Lee, Da-kyum (2022년 3월 15일). “노정의·서범준·연준, '인기가요' 새 MC...4월 3일 첫 방송” [Roh Jung-eui, Seo Beom-jun, Yeonjun, new MCs of 'Inkigayo'... First broadcast on April 3]. 《Maeil》. 2022년 12월 24일에 확인함.
15. ↑  Jin, Min-kyung (2021년 11월 2일). “스타쉽, 新 6인조 걸그룹 아이브(IVE) 론칭..팀 로고·SNS 오픈 [공식]”. 《OSEN》. 2021년 11월 2일에 원본 문서에서 보존된 문서. 2021년 11월 2일에 확인함 – Naver 경유.
16. ↑  Lee Hae-jung (2021년 12월 20일). “아이브 안유진 '강철부대2' 출연 확정(공식)” [Ive Ahn Yu-jin confirmed to appear in 'Steel Troop 2' (official)]. Newsen. 2021년 12월 20일에 확인함 – Naver 경유.
17. ↑  Lee Min-ji (2022년 6월 3일). “뿅뿅 지구오락실' 이은지-미미-이영지-안유진, 나영석PD 新 예능로 뭉친다” [Lee Eun-ji, Mimi, Lee Young-ji, Ahn Yu-jin, and Na Young-seok PD of 'Earth Arcade' unite in a new variety show]. Newsen. 2022년 6월 3일에 확인함 – Naver 경유.
18. ↑  채연과 함께 "부모님이 누구니" 코너에 출연하였고, 혜원과 히토미는 "선다방" 코너에 출연하였다.
19. ↑  “‘전참시’ 아이브 안유진, 멤버들과 등장 신곡 ELEVEM 최초 공개…이시영-이홍기-이재진-최민환의 일상 (2)”. 2021년 12월 12일. 2021년 12월 13일에 확인함.